# Alejandro Moreno Valero
Alejandro Moreno Valero (nacido el 18 de febrero de 2004 en Zaragoza, España, más conocido como Álex Moreno, es un jugador profesional español nacido en Zaragoza de baloncesto, que mide 1,93 metros y puede jugar de base y escolta. Actualmente forma parte del Casademont Zaragoza.

## Biografía
Es un jugador formado en las categorías inferiores del Casademont Zaragoza.
En las temporadas 2020-21 y 2021-22, alterna el equipo junior del Casademont Zaragoza, con el CB El Olivar en Liga EBA.
El 8 de agosto de 2022, tras proclamarse campeón de Europa con la selección sub-18, abandona la disciplina del Casademont Zaragoza y firma por el Kickc Ibam de Múnich

### Selección nacional
En agosto de 2022, logró la medalla de oro en el EuroBasket Sub-18 celebrado en Turquía.
El 2 de julio de 2023 ganó el oro en el Mundial Sub-19 celebrado en Debrecen (Hungría).